# Iwan Driomow
Iwan Fiodorowicz Driomow (ros. Иван Фёдорович Дрёмов, ur. 2 października?/15 października 1901 we wsi Iszkowka w obwodzie saratowskim, zm. 2 września 1983 w Dniepropietrowsku) – radziecki generał porucznik wojsk pancernych, Bohater Związku Radzieckiego (1944).

## Życiorys
Po ukończeniu szkoły pracował jako pastuch i pomocnik kowala, od czerwca 1919 służył w Armii Czerwonej w Samarze, w 1920 walczył w wojnie z Polską pod Mozyrzem, Brześciem i w bitwie warszawskiej i pod koniec roku z wojskami Stanisława Bułak-Bałachowicza. Później służył w pogranicznym batalionie w Słucku, później w pułku piechoty w Bobrujsku, w 1925 ukończył szkołę piechoty w Smoleńsku i został dowódcą plutonu, potem zastępcą komendanta szkoły pułkowej, dowódcą i politrukiem kompanii, zastępcą dowódcy batalionu, dowódcą batalionu i zastępcą dowódcy pułku. 
W marcu 1939 pracował w sztabie Białoruskiego Specjalnego Okręgu Wojskowego, później dowodził pułkiem piechoty w Orłowskim Okręgu Wojskowym, 1939–1940 uczestniczył w wojnie z Finlandią, a od czerwca 1941 w wojnie z Niemcami. Brał udział w walkach obronnych pod Smoleńskiem i w pod Moskwą, w październiku 1941 został kontuzjowany, w styczniu 1942 objął dowództwo dywizji piechoty 40 Armii Frontu Briańskiego, od sierpnia 1942 dowodził 47 Brygadą Zmechanizowaną 3 Armii Uderzeniowej Frontu Kalinińskiego, uczestniczył w operacji wielkołuckiej, a jesienią 1943 w operacji smoleńskiej jako dowódca zmechanizowanej grupy wojsk 43 Armii Frontu Zachodniego. 
Wyróżnił się podczas wyzwalania Duchowszcziny i Rudni, 15 grudnia 1943 otrzymał stopień generała majora wojsk pancernych, w styczniu 1944 został dowódcą 8 Gwardyjskiego Korpusu Zmechanizowanego 1 Armii Pancernej na 1 Froncie Ukraińskim i 1 Białoruskim, brał udział w operacji płoskirowsko-czerniowieckiej, lwowsko-sandomierskiej, wiślańsko-odrzańskiej, pomorskiej i berlińskiej. 
Był dwukrotnie ranny i trzykrotnie kontuzjowany. 11 lipca 1945 otrzymał stopień generała porucznika wojsk pancernych, w czerwcu 1946 został zastępcą dowódcy 1 Gwardyjskiej Armii Zmechanizowanej w Grupie Wojsk Radzieckich w Niemczech, w 1949 ukończył Wyższe Kursy Akademickie przy Wyższej Akademii Wojskowej im Woroszyłowa i został dowódcą 6 Gwardyjskiej Armii Zmechanizowanej, w maju 1958 został zwolniony do rezerwy.

## Odznaczenia
- Złota Gwiazda Bohatera Związku Radzieckiego (26 kwietnia 1944)
- Order Lenina (dwukrotnie – 1944 i 1945)
- Order Czerwonego Sztandaru (czterokrotnie, m.in. w 1943)
- Order Suworowa I klasy
- Order Suworowa II klasy
- Order Kutuzowa II klasy (1943)
- Order Wojny Ojczyźnianej I klasy
- Order Wojny Ojczyźnianej II klasy
- Order Czerwonej Gwiazdy
- Medal „Za zdobycie Berlina”
- Medal „Za wyzwolenie Warszawy”
- Order Krzyża Grunwaldu III klasy (Polska Ludowa)
- Medal za Warszawę 1939–1945 (Polska Ludowa)
- Medal za Odrę, Nysę, Bałtyk (Polska Ludowa)

I inne.